# Eristalis dimidiata
Eristalis dimidiata är en tvåvingeart som beskrevs av Christian Rudolph Wilhelm Wiedemann 1830. Eristalis dimidiata ingår i släktet slamflugor, och familjen blomflugor. Inga underarter finns listade i Catalogue of Life.